# Định lý Earnshaw
Định lý Earnshaw là một định lý trong điện động lực học cổ điển, phát biểu về trạng thái cân bằng không bền của các điện tích điểm hoặc các lưỡng cực từ trong điện trường hoặc từ trường không đổi. Định lý này lần đầu tiên được chứng minh bởi Samuel Earnshaw vào năm 1842 cho hệ các điện tích điểm trong điện trường. Sau này nó được mở rộng để áp dụng cho trạng thái cân bằng của các lưỡng cực từ, của nam châm và chất thuận từ, trong từ trường.

## Điện tích trong điện trường
Xét điện tích điểm q nằm trong điện trường E. Nếu điện tích điểm này nằm ở trạng thái cân bằng bền thì khi đẩy nó ra khỏi vị trí cân bằng một khoảng nhỏ, nó sẽ được lực điện F đưa trở lại vị trí cân bằng. Điều này nghĩa là lực điện tác động lên điện tích điểm hướng vào vị trí cân bằng, tức là div của trường lực này âm. Tuy nhiên trong tĩnh điện học, các phương trình Maxwell cho thấy:
{\displaystyle \nabla \cdot \mathbf {F} =q\nabla \cdot \mathbf {E} =q\nabla \cdot (-\nabla U)=-q\nabla ^{2}U=0\,}.
Do đó không thể có chỗ nào div của trường lực âm; điện thế U không có chỗ nào đạt cực trị, chỉ có thể có những điểm yên ngựa ứng với cân bằng không bền của điện tích điểm.

## Lưỡng cực từ trong từ trường
Xét một lưỡng cực từ có mômen từ m nằm trong từ trường không đổi B; nó sẽ có thế năng là:
{\displaystyle U=-\mathbf {m} \cdot \mathbf {B} }
Tương tự như mọi trạng thái cân bằng bền khác, nếu lưỡng cực từ này ở trạng thái cân bằng bền, thì tại vị trí đó, thế năng của nó đạt cực tiểu. Tại cực tiểu của thế năng, chúng ta có:
{\displaystyle \nabla ^{2}U>0}
Xét trường hợp từ trường và điện trường không đổi, và không có dòng điện đi qua vị trí của lưỡng cực từ, các phương trình Maxwell rút gọn thành:
{\displaystyle \nabla \cdot \mathbf {B} =0}
{\displaystyle \nabla \times \mathbf {B} =0}
Suy ra:
{\displaystyle \nabla ^{2}B_{x}=0,\nabla ^{2}B_{y}=0,\nabla ^{2}B_{z}=0.}
Nếu lưỡng cực từ m là không đổi (như trong nam châm), thì
{\displaystyle \nabla ^{2}U=-(M_{x}\nabla ^{2}B_{x}+M_{y}\nabla ^{2}B_{y}+M_{z}\nabla ^{2}B_{z})=-(M_{x}0+M_{y}0+M_{z}0)=0}
nghĩa là không tồn tại vị trí cho thế năng cực tiểu, tức là không có cân bằng bền.
Nếu lưỡng cực từ luôn có xu hướng cùng chiều (trong chất thuận từ) hoặc ngược chiều (trong chất nghịch từ) với từ trường thì, một cách tổng quát có thể viết: 
{\displaystyle \mathbf {m} =k\mathbf {B} }
với k>0 cho chất thuận từ và k<0 cho chất nghịch từ. Khi đó:
{\displaystyle \nabla ^{2}U=\nabla ^{2}[-k(B_{x}^{2}+B_{y}^{2}+B_{z}^{2})]=-2k[|\nabla B_{x}|^{2}+|\nabla B_{y}|^{2}+|\nabla B_{z}|^{2}]}
Vậy, với chất thuận từ, k>0, thì: 
{\displaystyle \nabla ^{2}U<0}
và sẽ không có vị trí cân bằng bền. Ngược lại, với chất nghịch từ thì luôn có vị trí cân bằng bền.

## Ý nghĩa

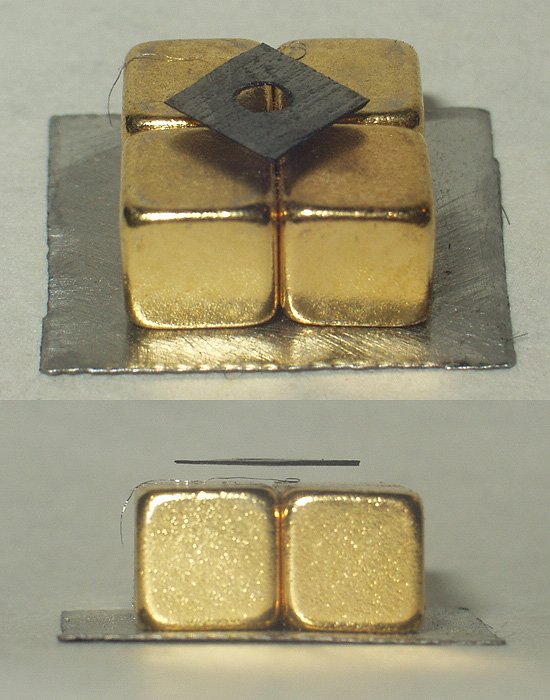
Một miếng chất nghịch từ được nâng lên bằng lực từ của các nam châm bên dưới.

Định lý Earnshaw cho thấy các hệ nam châm hoặc chất thuận từ đứng yên không thể dùng để nâng và giữ vật thể (chống lại lực hấp dẫn của Trái Đất) ở trạng thái cân bằng bền. Tuy nhiên vị trí cân bằng bền có thể tìm thấy khi sử dụng chất nghịch từ hay chất siêu dẫn (nghịch từ hoàn hảo).
Định lý này cũng cho thấy các hệ vật chất tương tác bằng điện trường theo điện động lực học cổ điển sẽ không thể ở trạng thái cân bằng. Tuy nhiên, hầu hết các lực giữ cho vật chất gắn kết với nhau như chúng ta vẫn thấy hằng ngày có nguồn gốc là lực điện. Lý do cho sự cân bằng của vật chất chính là nguyên lý Pauli trong cơ học lượng tử, khi xét tương tác của vật chất ở khoảng cách nhỏ.